# Contea di Ashe
La contea di Ashe, in inglese Ashe County, è una contea dello Stato della Carolina del Nord, negli Stati Uniti. La popolazione al censimento del 2000 era di 24 384 abitanti. Il capoluogo di contea è Jefferson.

## Storia
La contea di Ashe fu costituita nel 1799.